# Mario Rubalcaba
Mario Rubalcaba, também conhecido pelo apelido Ruby Mars é um baterista e ex-skatista profissional estadounidense nascido em San Diego. Conhecido por tocar em inúmeras bandas de rock incluindo Clikatat Ikatowi, Thingy, Rocket from the Crypt, Hot Snakes, Earthless, the Sultans e OFF! também participou de álbuns das bandas The Black Heart Procession e Pinback.

## Biografia
No final dos anos 80 e começo dos 90, Mario participava do Team Alva como skatista profissional.
Em 1990 começou sua carreira como baterista, tocando em uma banda de San Diego chamada 411, que chegou a lançar um single (Say It) e o álbum This isn't me em 1991. Depois disso a banda se separou e Mario começou a tocar na banda Chicano-Christ, participando da gravação do disco de estréia da banda em 1991 que levava o mesmo nome. Em 1994 participou do projeto Metroschifter com o guitarrista Scott Rider, nesse projeto os músicos moravam cada um em uma cidade diferente e produziam material separado enviando as gravações para os outros pelo correio. A primeira turnê da banda foi em maio de 1994, eles se conheceram pouco tempo antes de começar a tocar juntos, tendo ensaiado somente duas vezes com a banda completa. The Metroschifter Capsule foi o primeiro álbum lançado pela banda, foi gravado duas semanas antes da banda ser formada. Rubalcaba gravou dois singles com o Metroschifter, For the Love of Basic Cable em dezembro de 1994 e  Number One for a Second em maio de 1995, antes de sair do grupo em dezembro de 1996.
A seguir Rubalcaba entrou para a banda Clikatat Ikatowi, que incluía o guitarrista Scott Bartoloni, tocou nos discos Orchestrated & Conducted by Clikatat Ikatowi de 1996 e August 29 + 30 1995 de 1997 além do EP River of Souls de 1998. Em 1997 tocou simultaneamente na banda de indie rock Thingy e gravou com eles o disco Songs About Angels, Evil, and Running Around on Fire.
De 1998 até 2000 Rubalcaba morou em Chicago, onde tocou com o guitarrista Bill Skibbe e a baixista Jessica Ruffins no Sea of Tombs, também participou dos discos 2, Fish the Holes on Frozen Lakes, A Three Song Recording e Three do The Black Heart Procession. Ainda em 2000 gravou seu último álbum com o Thingy, To the Innocent.
Em setembro de 2000 Mario se juntou ao Rocket from The Crypt, substituindo o baterista original Adam Willard. Participou dos álbuns Group Sounds(2001) e Live from Camp X-Ray(2002). Em 2001 foi um dos fundadores da banda instrumental de rock psicodélico Earthless com o baixista Mike Eginton e o guitarrista Isaiah Mitchell.
Em 2002 Mario se juntou à banda Battalion of Saints, tocando com um antigo companheiro da Clikatat Ikatowi, Scott Bartoloni.
Mario então pela primeira vez tocou guitarra na sua carreira como músico, junto com a banda Mannekin Piss em 2003, dessa época ficou o EP Planet Death como registro, gravado em 2004.
Em 2004 entrou para o Hot Snakes substituindo o baterista Jason Kourkounis. Com o Hot Snakes gravou o álbum Audit in Progress em 2004 e o EP Peel Sessions em 2005, mesmo ano do primeiro lançamento do  Earthless, Sonic Prayer.
Depois de uma turnê pela Australia, o Hot Snakes declarou seu fim.Foi gravado um show na estação de rádio Triple J, lançado em 2006 sob o nome Thunder Down Under. Seguindo os passos do Hot Snakes, o Rocket from The Crypt também anunciou a separação da banda, tendo como última apresentação ao vivo um show no Halloween de 2005 lançado em disco em 2008 como R.I.P..
Em janeiro de 2006 Mario substituiu Tony Di Prima no The Sultans. A banda se apresentou algumas vezes e acabou por se separar um ano depois. Em 2007 o Earthless lançou seu segundo álbum, Rhythms from a Cosmic Sky. No final do mesmo ano participou do álbum Autumn of the Seraphs do Pinback e tocou em alguns shows da banda Witch de J Mascis.
Em 2008 lançou o disco ao vivo Live at Roadburn com o Earthless e se tornou co-proprietário da loja de discos Thirsty Moon em Hillcrest, San Diego.
Em 2009 Mario se juntou ao supergrupo OFF!. A banda lançou seu primeiro álbum de estúdio First Four EPs em 2010.

## Discografia
Esta seção lista álbuns e EP's nos quais Mario Rubalcaba tocou.
| Ano  | Atuação                    | Título                                               | Selo                      |
| ---- | -------------------------- | ---------------------------------------------------- | ------------------------- |
| 1991 | 411                        | This Isn't Me                                        | Workshed                  |
| 1991 | Chicano-Christ             | Chicano-Christ                                       | Nemesis                   |
| 1994 | Metroschifter              | The Metroschifter Capsule                            | Slamdek/Conversion        |
| 1996 | Clikatat Ikatowi           | Orchestrated and Conducted by Clikatat Ikatowi       | Gravity Records           |
| 1997 | Clikatat Ikatowi           | August 29 + 30 1995                                  | Gravity Records           |
| 1997 | Thingy                     | Songs About Angels, Evil, and Running Around on Fire | Headhunter Records        |
| 1998 | Clikatat Ikatowi           | River of Souls                                       | Gravity                   |
| 1999 | The Black Heart Procession | 2                                                    | Touch and Go Records      |
| 1999 | The Black Heart Procession | Fish the Holes on Frozen Lakes                       | Galaxia                   |
| 1999 | The Black Heart Procession | A Three Song Recording                               | Up Records                |
| 2000 | Thingy                     | To the Innocent                                      | Absolutely Kosher Records |
| 2000 | The Black Heart Procession | Three                                                | Touch and Go Records      |
| 2001 | Rocket from the Crypt      | Group Sounds                                         | Vagrant Records           |
| 2001 | Sea of Tombs               | Sea of Tombs                                         | Gravity                   |
| 2002 | Rocket from the Crypt      | Live from Camp X-Ray                                 | Vagrant                   |
| 2004 | Mannekin Piss              | Planet Death                                         | Flapping Jet              |
| 2004 | Hot Snakes                 | Audit in Progress                                    | Swami Records             |
| 2005 | Hot Snakes                 | Peel Sessions                                        | Swami Records             |
| 2005 | Earthless                  | Sonic Prayer                                         | Gravity                   |
| 2006 | Hot Snakes                 | Thunder Down Under                                   | Swami                     |
| 2007 | Earthless                  | Rhythms from a Cosmic Sky                            | Tee Pee Records           |
| 2007 | Pinback                    | Autumn of the Seraphs                                | Touch and Go Records      |
| 2008 | Rocket from the Crypt      | R.I.P.                                               | Vagrant                   |
| 2008 | Earthless                  | Live at Roadburn                                     | Tee Pee Records           |
| 2010 | OFF!                       | First Four EPs                                       | Vice Records              |
| 2012 | OFF!                       | OFF!                                                 | Vice Records              |